# بيتر دافيسون
بيتر دافيسون (بالإنجليزية: Peter Davison)‏ هو مستكشف وممثل بريطاني، ولد في 13 أبريل 1951 في المملكة المتحدة.

## أعمال

### مسلسلات
- دكتور هو

## وصلات خارجية
- بيتر دافيسون على موقع IMDb (الإنجليزية)
- بيتر دافيسون على موقع روتن توميتوز (الإنجليزية)
- بيتر دافيسون على موقع ألو سيني (الفرنسية)
- بيتر دافيسون على موقع ميوزك برينز (الإنجليزية)
- بيتر دافيسون على موقع أول موفي (الإنجليزية)
- بيتر دافيسون على موقع قاعدة بيانات الأفلام السويدية (السويدية)
- بيتر دافيسون على موقع إن إن دي بي (الإنجليزية)
- بيتر دافيسون على موقع ديسكوغز (الإنجليزية)
- بيتر دافيسون على موقع قاعدة بيانات الفيلم (الإنجليزية)
- بيتر دافيسون على موقع كينوبويسك (الروسية)